# Miroslav Bubeník
Miroslav Bubeník (* 14. prosince 1956) je bývalý český fotbalista, obránce.

## Fotbalová kariéra
V československé lize hrál za TJ Sklo Union Teplice, nastoupil ve 27 utkáních. Krajní obránce do Teplic přišel z Kladna a v létě 1985 se tam zase vrátil.

## Ligová bilance
| Ročník                                   | Zápasy | Góly | Klub                  |
| ---------------------------------------- | ------ | ---- | --------------------- |
| Česká národní fotbalová liga 1982/83     | 20     | 0    | TJ Sklo Union Teplice |
| 1. československá fotbalová liga 1983/84 | 27     | 0    | TJ Sklo Union Teplice |
| Česká národní fotbalová liga 1984/85     | 22     | 0    | TJ Sklo Union Teplice |
| CELKEM 1. liga                           | 27     | 0    |                       |